# 社会的責任投資
社会的責任投資（しゃかいてきせきにんとうし、英語: Socially responsible investing; SRI）とは、市場メカニズムを通じ、株主がその立場・権利を行使して、経営陣に対して企業の社会的責任（CSR）に配慮した持続可能な経営を求めていく投資のこと。社会的投資、サステナブル投資、倫理的投資とも。

## 概要
一般には、社会的責任投資（SRI：socially responsible investment）とは企業の社会的責任（CSR：corporate social responsibility）を考慮して行う投資のことである。経済的リターンと社会・環境的メリットの両方に配慮しながら、ポジティブな変化をもたらそうとする戦略的投資を指す。
広義には企業の経済状況以外の社会的価値観に基づいて投資先を選択して投資する手法もSRIと呼ぶ。このようなSRIの代表的な例としては、キリスト教やイスラム教などの宗教団体が投資を行う際に、各宗教の教義にそぐわない企業を投資先から排除するものが挙げられる。
研究者の間では、企業・組織・人々等に社会的な存在としての責任を果たさせようとするために行う投資全般を指し、健全な金の流れを作ることによって持続可能な社会を構築することを目的としたものと考えられている。
JSIF（日本サステナブル投資フォーラム）は、サステナブル投資（SRI投資）を次の２つを満たすものだと定義している。1.地球と社会の持続可能性に配慮した投資であること。2.原則1の投資プロセスや社会的な効果を資金の供給者に対して開示していること。
社会的責任の評価基準の例としては、法令順守や労働等組織内の問題に加え、環境、雇用、健康・安全、教育、福祉、人権、地域など様々な社会的事項への対応や積極的活動が挙げられる。
本邦における関連資格は、「ESG・SDGs検定®」（https://www.esgsdgs.com/ 主催：ESG・SDGs検定運営事務局）がある。

## 世界のSRI
日本国内のSRI資産残高は約5,787億円（2009年）で推移しており、アメリカ合衆国では2兆7,110億ドル（2007年）、ヨーロッパでは2兆6,654億ユーロ（2007年）である。

### 日本のSRIの状況
日本で初めてのSRI金融商品（日興アセットマネジメントからのエコファンド）が発売されたのは1999年。浸透し始めたのは2003年頃から。しかし、先に挙げた数字からもわかるように、欧米や日本以外のアジア各国に比べると、その市場規模は小さい。日本でSRI投資が浸透しづらい理由には、1.資産運用に携わる受託者は投資家の利益を最優先させる責任を負っているが、SRIを考慮することはこの責任に反するとする意見が多いこと、2.SRIの投資銘柄を選定する（以下に挙げるスクリーニング）の際、ESG（環境、社会、ガバナンス）を考慮するが、そのために必要な開示情報が標準化されておらず、専門性をもった人材が少ないためにその情報の比較評価について信頼性を担保することが困難であること、3.日本人の個人金融資産の半分以上が現金または預金であることからもうかがえるように、そもそも日本人の投資意識が低いことが挙げられる。
NPO社会的責任投資フォーラムによると、2018年6月末時点で運用されている日本のSRI残高は7,072億円。

## SRI評価手法

### ネガティブスクリーニング
SRI投資先の選択に際して、投資基準に見合わない企業を投資先リストから排除し、排除後のリストを用いて投資先の選定を行う手法。
欧米のSRIファンドの多くで採用されており、一般的な排除業種は、(1)軍需産業、(2)たばこ産業、(3)原子力産業（含む原子力発電設備）、(4)アルコール産業、(5)アダルト産業、である。欧米では、これらの排除基準が広く受け入れられているが、日本においては(3)原子力産業を排除すると、電力会社のうち、沖縄電力と電源開発（J-POWER）以外の全ての電力会社が排除される。また、アルコールについては、日本でも社会悪であるとの認識に比較的合意が得られているものの、欧米ほどの強い抵抗はないなど、欧米のネガティブスクリーニングをそのままの形で日本に適用することは困難である。

### ポジティブスクリーニング
ネガティブスクリーニングでは、一定基準に満たない企業を投資先から排除してしまうのに対して、ポジティブスクリーニングは企業が行っているCSR経営を評価し、その評価の点数に基づいて投資を行うことである。一般には、アンケート調査票を企業に送付し、調査機関がアンケート結果に基づいて企業の点数をつける。近年、欧米の調査機関から、日本の多くの企業にもこれらの調査票が送付され、内容を確認せずにアンケートに回答しなかったことから適正な評価が受けられず投資先から排除されてしまうなどの問題が起こった。

### 規範に基づくスクリーニング
既に合意が確立している規範に基づいてスクリーニングする。

## SRIの歴史

### 18世紀
SRIの歴史は、18世紀に遡ることができる。例えば、メソジスト運動の指導者だったイングランドのジョン・ウェスレー（1703-1791）は商業活動を行うにあたって人を害してはならないと説いた。米国では、クエーカー教徒が1758年のフィラデルフィア年会にて奴隷の所有に反対する立場を明らかにし、1776年には人の売買や所有を行った者を除名にすると宣言し、この表明をSRIの先駆けとみなすこともある。

### 1920年代
米国のキリスト教教会が資産運用を行う際、たばこ、アルコール、ギャンブルなど教義に反する内容の業種を投資対象から排除したのがSRIの発端とされている。

### 1960年代-1970年代
大学の基金や労働組合、公務員年金基金などが、ベトナム戦争でナパーム弾を供給する軍需関連企業や、アパルトヘイトを継続する南アフリカ共和国に進出する企業の株式を売却した。この結果としてゼネラルモーターズは南アフリカから撤退している。
1971年、社会的スクリーニング行ったミューチュアルファンド、PAX World Fundが発売された。これによって、小口投資家にもSRIを行うことが可能となった。

### 1980年代
PAX World Fundのような、ミューチュアルファンドは数を増やし、環境問題、女性、マイノリティー、人権、雇用といった項目を考慮するようになっていった。また、米国で始まったこれらのファンドは、欧州にも拡大していった時期でもある。
1984年には英国において、倫理ファンド（ethical fund）が発売された。

### 1990年代
1980年代後半から、1990年代の後半にかけて、地球規模の環境問題が顕在化し、オゾン層破壊防止条約が結ばれるなど地球環境への関心が高まった。そのため、地球環境問題に特化したSRIが拡大していった。
1990年代の後半になると、SustainAbility社のジョン・エルキントン（John Elkington）が1997年に著書の“Cannibals With Forks”の中で提案したトリプルボトムライン（Triple Bottom Line）の概念を提唱し、企業は環境・経済・社会の三つの側面を考慮した経営を行う必要があると述べた。このトリプルボトムラインの概念に基づいて、企業を評価し、その評価結果に基づいて優れたCSR経営を行っている企業に投資する形のSRIが始まった。
1994年には、スイスのプライベートバンクであるサラシン銀行が企業の環境効率性を元に評価した、エコ・エフィシェンシー（Eco-Efficiency）ファンドを設定。1996年、ノルウェー最大の保険会社であるストアブランドが資源生産性を評価軸に加えたStorebrand Environmental Value Fundを発売。1997年にはスイスのUBSが株式投資エコパフォーマンスを売り出した。
1999年、日本で初めて、環境側面の評価を考慮した金融商品「日興エコファンド」が日興證券から発売された。

### 2000年代
2006年、機関投資家を中心とした投資コミュニティに対して提唱したイニシアチブ『責任投資原則ガイドライン』を国際連合が発表。 フィデューシャリー・デューティー（受託者責任）の下で、投資意思決定プロセスにESG観点（環境、社会、コーポレートガバナンス）を組み込むべきだとした世界共通のガイドラインであるPRIは次の6原則から成る。
原則とは、
1. ESG 問題を投資の分析と意思決定のプロセスに組み込む。
2. ESG 問題を運用方針と実践に組み込む積極的な株主となる。
3. 投資対象企業の ESG 問題に関する適切な開示を探求する。
4. 投資業界におけるこの原則の受入れと履行を促進する。
5. この原則の実践が有効であるように一致協力する。
6. この原則の実践に向けて活動状況と進展について報告する。

## 受託者責任とSRI
年金運用をSRIによって行うことに関しては、受託者責任法、米国におけるエリサ法の観点から問題が呈せられることがある。米国におけるエリサ法では、年金基金の資産運用に際して、他の年金基金に比して明らかに運用利益が減少するような運用行うことを禁止している。SRIでは、企業の経済状況以外の社会性を根拠に、投資対象を狭めているとして、資産運用のリスクを高めているとの批判を受け、エリサ法に抵触するとの議論が行われている。しかし、このような状況は、2006年4月に世界最大の年金基金であるカルフォルニア州公務員退職年金基金（カルパースが年金運用に環境及び持続可能性を考慮することを求めているUNEP Financial Initiativeの責任投資原則に署名したことから、SRIは受託者責任、エリサ法には抵触しないという考え方が一般化しつつある。しかし日本においてはSRIが受託者責任に反するとの考えが根強く、これがSRIの日本での浸透を妨げている。

## SRIの種類
リターンを多様な形で捉えた広義のSRIを含めた具体的な例として、これまでに次の行動が挙げられている。
- コミュニティー投資

限定された地域（コミュニティー）の抱える問題を改善、状況を向上させるための組織やプロジェクト等への投融資行動。
- 環境配慮型投資

環境問題に特化したSRIであり、二酸化炭素の排出量や植林事業の状況など様々な企業の環境行動を評価し、行う投資。
- CSR経営評価による投資

トリプルボトムラインに基づいた経営評価を行い、その結果に基づいて行う投資。
- グリーン購入

社会性や環境に配慮した企業や商品を選別して購入する行動。一般には、環境配慮型行動に分類され、投資には分類されないが、企業からものを購入することを投資であるとみなし、グリーン購入をSRIの一形態とすることがある。
- 環境修復投資

土地を利用して収益をあげていたが、土壌汚染対策を行い健全な土壌・地下水環境を将来社会に引き継ぐ投資。企業が環境債務と計上することが多くなっている。

## ESG投資との比較
ESG（ESG：環境（Environment）、社会（Social）、ガバナンス（Governance））投資とSRI投資には多数の類似点があり、ほぼ同種のものとして扱われている。
経済的リターンという側面だけではなく、倫理的な面に配慮した投資という点で、環境・社会・ガバナンスを意識したESG投資とSRI投資は類似している。上述のようにSRI投資が日本に導入されたのは1999年であるのに対し、日本でESGが明確に意識されるようになったのは2015年と比較的新しく、当初倫理的側面を強く前面に押し出したSRI投資が特殊な投資手法であると受け止められたのに対し、ESG投資は倫理的側面を意識しつつも最優先するのは経済的リターンだと考えられた。しかし、近年では両者はどちらも倫理的側面と経済的側面を同時に追求できるものと理解されるようになり、ほぼ同義のものとして扱われるようになった。
ただし、ESG投資を含めたアクティブ運用の投資収益率が株価指数連動投資を上回ることは元々難しい。ESGを重視して投資収益率が下がることを「ESGのパフォーマンス・トレードオフ」と呼ぶ。特に、多くの人の老後生活を支える年金資産の運用において投資パフォーマンスは重要である。アメリカ合衆国労働省は、ESG投資の偏重を戒める通知を度々出しており、2020年6月には年金基金の安易なESG投資に対する規制案を公表した。